# Баррера, Эваристо
Эвари́сто Висе́нте Барре́ра (исп. Evaristo Vicente Barrera; 30 декабря 1911, Росарио — 7 июня 1982, Новара) — аргентинский футболист с итальянским паспортом, нападающий.

## Карьера
Эваристо Баррера начал свою карьеру в клубе «Расинг» из Авельянеды в 1932 году. В «Расинге» Баррера дважды становился лучшим снайпером чемпионата Аргентины, в 1934 году с 34 голами и в 1936 году с 32 голами. Всего за «Расинг» Баррера забил 136 голов в 142 матчах, что до сих пор является рекордом клуба в профессиональную эпоху аргентинского футбола.
5 января 1935 года Баррера дебютировал в составе второй сборной Аргентины в матче с Уругваем (1:2). 20 января он сыграл второй матч за эту команду, также против Уругвая (2:2).
В 1938 году Баррера уехал в Италию. Так как по тогдашним законам в чемпионате Италии запрещалось играть иностранцам, Баррере пришлось сделать итальянский паспорт. В Италии Баррера играл за «Лацио» и «Наполи», а затем за команды низших итальянских лиг. После окончания карьеры Баррера попытался поработать и тренером, но неудачно.

## Статистика
| Год       | Клуб                | Чемпионат          | Чемпионат | Чемпионат |
| Год       | Клуб                | Лига               | Игры      | Голы      |
| --------- | ------------------- | ------------------ | --------- | --------- |
| 1933      | Расинг (Авельянеда) | Примера            | 15        | 11        |
| 1934      | Расинг (Авельянеда) | Примера            | 34        | 33        |
| 1935      | Расинг (Авельянеда) | Примера            | 17        | 8         |
| 1936      | Расинг (Авельянеда) | Примера            | 30        | 32        |
| 1937      | Расинг (Авельянеда) | Примера            | 28        | 27        |
| 1938      | Расинг (Авельянеда) | Примера            | 18        | 25        |
| 1939      | Расинг (Авельянеда) | Примера            | 0         | 0         |
| 1939/1940 | Лацио               | Серия A            | 16        | 6         |
| 1940/1941 | Наполи              | Серия A            | 27        | 9         |
| 1941/1942 | Наполи              | Серия A            | 20        | 3         |
| 1942/1943 | Асколи              | Серия С            | 20        | 11        |
| 1944      | Новара              | Дивизион Национале | 7         | 0         |
| 1945      | Гоццано             | X                  | X         | X         |
| 1945/1946 | Кремонезе           | Серия B            | 0         | 0         |
| 1946/1947 | Кремонезе           | Серия B            | 21        | 10        |
| 1947/1948 | Мортара             | Серия С            | X         | X         |

## Достижения
- Лучший бомбардир чемпионата Аргентины: 1934 (34 гола), 1936 (32 гола)